# LostAlone
LostAlone és un grup de música rock, post-hardcore i punk rock de Derby, Gran Bretanya format el 2005. El grup consisteix en Steven Battelle (veu principal, guitarra), Alan Williamson (baix, segones veus) i Mark Gibson (bateria, percussió, segones veus). Ha publicat dos àlbums: Say No to the World (2007) i I'm a UFO in This City (2012). L'any 2007 LostAlone va ser nominat als premis Kerrang! com a millor grup nou anglès. LostAlone ha obert concerts de grups com Evanescence, Paramore, My Chemical Romance, Thirty Seconds to Mars, The Used i Enter Shikari i ha participat a diversos festivals europeus com Taste of Chaos, Give it a Name, Download, Reading, T in the Park i Oxegen.

## Discografia
Àlbums d'estudi
- Say No to the World (2007)
- I'm a UFO in This City (2012)
- Shapes Of Screams (2014)

`;Àlbums Extesos
- Light The Waves
- Honey and Burlesque

Singles
- "Blood Is Sharp" (2006)
- "Unleash the Sands of All Time" (2006)
- "Elysium" (2007)
- "Do You Get What You Pray For?" (2012)
- "Love Will Eat You Alive" (2012)
- "Paradox on Earth" (2012)
- "Vesuvius" (2012)
- "Creatures" (2012)
- "I Want Christmas Always" (2012)
- "The Bells! The Bells!!" (2013)
- "Scarlet Letter Rhymes" (2014)